# Flavy-le-Meldeux
Flavy-le-Meldeux é uma comuna francesa na região administrativa de Altos da França, no departamento de Oise. Estende-se por uma área de 3,15 km². Em 2010 a comuna tinha 214 habitantes (densidade: 67,9 hab./km²).